# Deepal S05
Deepal S05 – elektryczny i hybrydowy samochód osobowy typu SUV klasy średniej produkowany pod chińską marką Deepal od 2024 roku.

## Historia i opis modelu

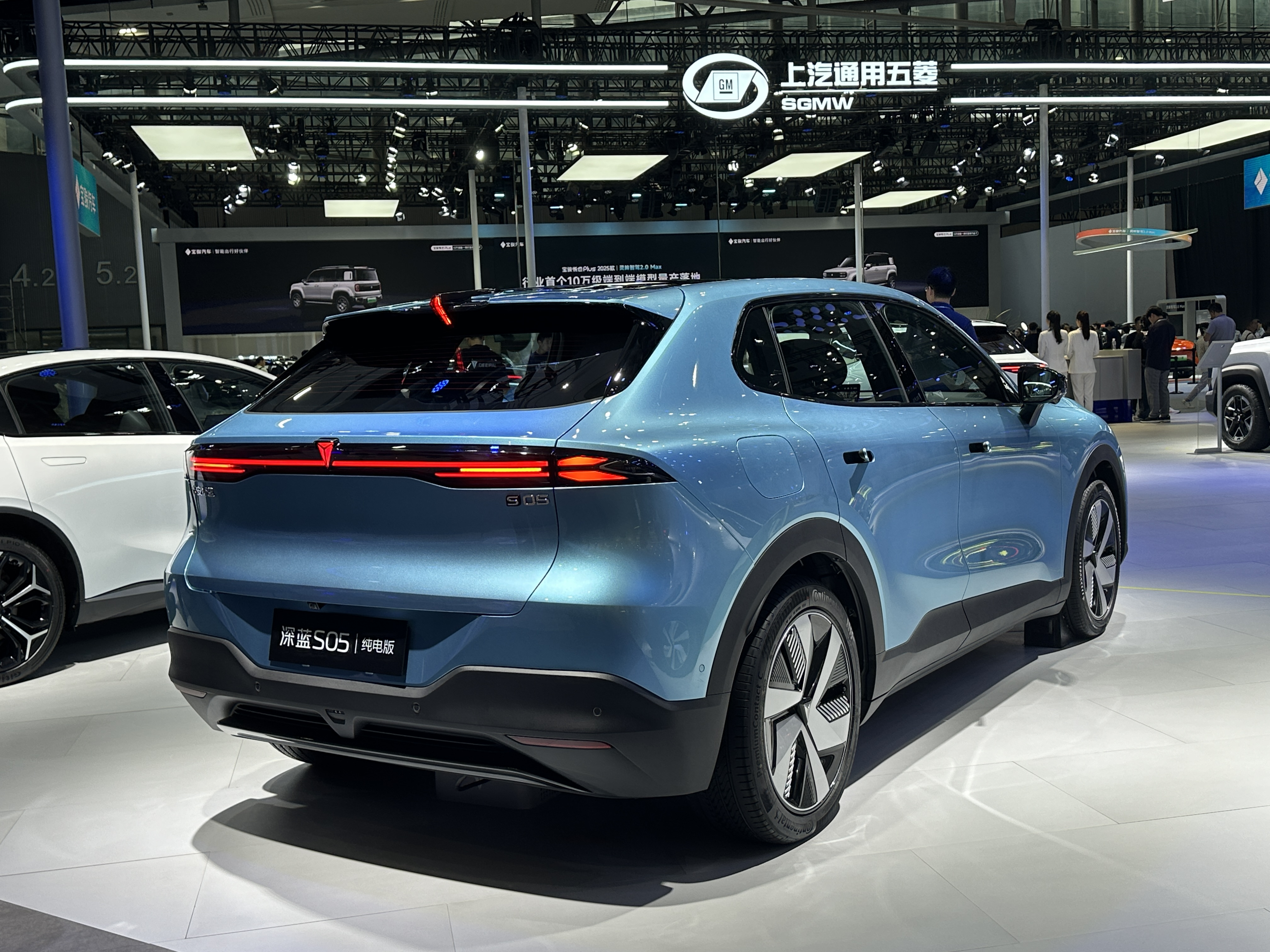
Deepal S05 - tył

W maju 2024 chińska marka Deepal przedstawiła pierwsze informacje na temat swojego czwartego i zarazem najmniejszego modelu w ofercie. S05 przyjął postać średniej wielkości, ale wyrażnie mniejszego od S7 SUV-a, zyskując podobne do niego masywne proporcje. Wysoko osadzone reflektory wzbogaciły dodatkowe segmenty oświetlenia w zderzaku, z kolei tylną część nadwozia zwieńczyła listwa świetlna. Linia szyb została poprowadzona wysoko, a tuż pod nią znalazły się chowane klamki.
Wzorem innych modeli Deepala, kabina pasażerska została utrzymana w dwubarwnej kombinacji kolorystycznej z dominacją brązowej skóry. Kokpit zdominował centralny, dotykowy wyświetlacz pełniący także funkcję wyświetlacza prędkości i zasięgu. Wspomógł ją dodatkowy wyświetlacz przezierny przedstawiający podstawowe dane o jeździe na szybie czołowej dla kierowcy.

### Sprzedaż
Podobnie jak wcześniej przedstawione modele marki Deepal, tak i S05 powstał głównie z myślą o wewnętrznym rynku chińskim. Sprzedaż samochodu rozpoczęła się tam niespełna pół roku po debiucie, w październiku 2024 roku. Najtańszy spośród czterch dostępnych wariantów elektrycnzych został wyceniony wówczas na 119 900 juanów, a podstawowy hybrydowy spośród dwóch wersji - 139 900 juanów.

### Dane techniczne
Podstawowy wariant Deepala S05 wyposażony został w silnik elektryczny o mocy 235 KM, z kolei opcjonalnie przewidziano także wariant hybrydowy. Połączył on benzynowy silnik o pojemności 1,5 litra i mocy 96 K wraz ze słabszym, 214-konnym silnikiem elektrycznym.